# Непейно (Московская область)
Непейно — деревня в Дмитровском районе Московской области, в составе городского поселения Дмитров. Население — 86 чел. (2010). До 1939 года Непейно — центр Непейновского сельсовета. В 1994—2006 годах Непейно входило в состав Орудьевского сельского округа.

## Расположение
Деревня расположена на севере центральной части района, примерно в 7 км северо-восточнее Дмитрова, на безымянных ручьях бассейна Якоти, высота центра над уровнем моря 137 м. Ближайший населённый пункт — Орудьево примерно в 2,5 км на запад.

## История
Пустошь Непейно на речке Куколке принадлежала дмитровцу Демиду Проваторкову(Провоторову) Батюшкову. Упоминается в 1627 году. Вероятно, деревня была разрушена во время польско-литовского нашествия.
В 1782 году сельцо Непейно вместе с пустошами Раево и Полуткино принадлежит секунд-майору С. С. Карницкому. 
В 1859 году Непейно принадлежит помещице Кутайсевой. В 40 дворах проживало: 166 мужчин и 170 женщин. Входило в состав Орудьевского церковного прихода.

### После реформы 1861 года
Так как земли не отличались высокой урожайностью в деревне был развит позументный промысел. На 1890 год в поселении было 6 крестьянских позументных фабрик, на каждой было занято от 7 до 16 человек.
В деревне была земская школа. В 1917—1918 учебном году работала 1 учительница Немкова Е. В. на 33 ученика.

### После революции 1917 года
Непейно становится центром Непейновского сельсовета.
25 декабря 2019 года представители Министерства жилищно-коммунального хозяйства Подмосковья подтвердили, что свалка «Непейно» в Дмитровском округе прекратила свою работу.

## Население
| 2002 | 2006 | 2010 |
| ---- | ---- | ---- |
| 79   | ↗82  | ↗86  |